# Christian Howard
Christian Howard (né le 4 mai 1984) est un acteur, mannequin, cascadeur, artiste martial et cinéaste britannique. Il est surtout connu pour son interprétation du rôle de Ken Masters dans le court métrage Street Fighter : Legacy, la websérie 2014 Street Fighter : Assassin's Fist et sa suite Street Fighter : Resurrection.

## Jeunesse
Christian Howard est né à Sunderland, près de Newcastle, au Royaume-Uni, le 4 mai 1984. À l'âge de 13 ans, Howard a commencé sa formation aux arts martiaux dans l'Essex. Howard commence sa formation en Kung Fu, puis s'entraîne au Karaté, au Taekwondo et à la Capoeira par la suite. Il cite Bruce Lee et Jean-Claude Van Damme comme ses influences principales pour la formation aux arts martiaux.

## Carrière
Howard fait ses débuts au cinéma en 2005 avec le film indépendant Love Struck et travaille principalement dans des téléfilms et des courts métrages. En 2010, il incarne Ken Masters dans le court métrage Street Fighter : Legacy, aux côtés de Jon Foo dans le rôle de Ryu. En plus de jouer Ken, Howard a également co-écrit le scénario et aidé à chorégraphier les combats avec le réalisateur Joey Ansah, qui y incarne Akuma. Il obtient son premier rôle principal dans un long métrage avec Warrioress, aux côtés de Cecily Fay, qu'il rencontre alors qu'il travaillait comme cascadeur. Howard travaille comme chorégraphe de combat sur des films tels que Dragon Crusaders et le film de Bollywood Force, mais double aussi l'acteur principal John Abraham. Howard a travaillé comme assistant chorégraphe de combat et doublé son idole Jean-Claude Van Damme sur UFO.
En 2013, Howard joue le rôle de Wedge et est chorégraphe de combat adjoint sur Green Street 3: Never Back Down.
Le succès retentissant du court métrage Street Fighter: Legacy (2010) conduit Capcom et Machinima à financer la web-série Street Fighter: Assassin's Fist. Howard peut reprendre le rôle de Ken Masters, mais comme Jon Foo n'est pas disponible, Mike Moh le remplace dans le rôle de Ryu. La série est également co-écrite par Howard qui, encore une fois, aide à la chorégraphie des combats aux côtés du réalisateur de la série Joey Ansah, qui reprend son rôle au passage.
En 2016, Howard incarne à nouveau Ken Masters dans la série Street Fighter : Resurrection aux côtés de Mike Moh de retour dans le rôle de Ryu, ainsi que d'Alain Moussi dans le rôle de Charlie Nash.

## Filmographie
- Immortal 65 (Court) (2021) - Orson Randall / Iron Fist / Écrivain
- Fatal Fury : Mark of the Wolves (Court-métrage) (2021) - Terry Bogard / Producteur / Chorégraphie de combat
- Oddjob (Court métrage) (2020) - James Bond
- Ripper (2017) - Ricochet
- La soif des anciens (2017) - Dario
- Mort. Gay. Fictif (Court) (2016) - James Bond
- Jack (2016) - Jack
- Option zéro (2016) - Nate
- Street Fighter : Résurrection (2016) - Ken Masters
- Impossible (Court) (2015) - Fitzgerald Grant
- Street Fighter : Assassin's Fist (2014) - Ken Masters
- Contrôle (Court) (2014) - L'homme de main
- Green Street 3: Never Back Down (2013) - Wedge/assistant chorégraphe de combat
- La création d'un rhume (court métrage) (2012) - Sebastian Buck / Roger
- U.F.O. (2012) - Bartholomew / assistant chorégraphe de combat / cascadeur
- Frère (Court métrage) (2012) - Prince Lucius
- Réveillez-vous (Court) (2012) - C
- Lié (Court) (2012) - Capitaine Stevens
- Force (2011) - chorégraphe de combat / cascadeur
- 10 minutes (court) (2011) - Mike
- Dragon Crusaders (2011) - Calvain / chorégraphe de combat
- Guerrière (2011) - Finvarrah/Raider
- L'amour de Brian (court métrage) (2010) - George
- Le voyant (court métrage) (2010) - Kano
- Street Fighter: Legacy (Court) (2010) - Ken Masters / assistant chorégraphe de combat
- Suis-je numérique ? (Court) (2009) - Assassin
- Jeu (court métrage) (2008) - Eddie
- Voyage : Tuer Brigitte Nielsen (2007) - Chris
- Love Struck (2005) - Expulsé # 1